# トゥルスンゾダ
トゥルスンゾダ（タジク語: Турсунзода、ウズベク語: Tursunzoda、ロシア語: Турсунзаде、英: Tursunzoda、ロシア語風にTursunzadeとも）は、タジキスタン西部の都市。ツルスンゾダなどとも表記される。タジク・アルミニウム社（TALCO）のアルミ精錬所があることで知られる。
首都ドゥシャンベから西へ60km、ギッサールから西へ40kmのウズベキスタンとの国境付近に位置し、シルケント川、カラタグ川、コファルニホン川などの河川が付近を流れている。人口は1989年の国勢調査では4万600人だったが、2000年で3万9000人、2006年の推計では3万7000人と漸減している。
街にはテレビ局がTV-REGARとTV-TADAZの二局と新聞がAluminiy TojikistonとRegarの二紙、さらにラジオ局が一局ある。

## 歴史
元々はレガル（Регар、Regar、砂の上の町 の意）という村だったが、1978年にタジク人の国民的詩人、ミルゾ・トゥルスンゾダにちなみ改称された。それゆえ、ここの鉄道駅は現在も「レガル駅」となっている。
当該都市はギッサール盆地西部の農業地帯の中心地として発展し、現在ではグレープフルーツなどの果物類、野菜、綿などが栽培されている。地域を流れる河川のおかげで水に恵まれ、トゥルスンゾダ地区は2006年度の同国の米生産量の13%、1400トンを生産する一大稲作地帯になった。
1960年代、ヴァクシュ川にヌレークダムが建設されるとトゥルスンゾダにはアルミニウム工場を始め、瀬戸物、レンガ、ケーブル、綿加工物などの工場が建てられ賑わうようになった。

## アルミ工場
タジク・アルミニウム社の精錬工場、TadAZは中央アジア最大のアルミ精錬工場で、タジキスタンでも一、二の産業遺産である。しかし、タジキスタンはアルミ資源に乏しいため、原料は輸入に頼っている。工場は1972年に着工し、1975年3月31日にアルミの注入が始められた。この工場一つで国の総電力の40%を消費しており、2002年にはこの地域で広がっているフッ素の水質汚染がこの工場によることが判明した。

## スポーツ
- レガール・タダズ - サッカークラブ

## 出身者
- アリシェル・ドドフ - サッカー選手